# Des nains sur des épaules de géants

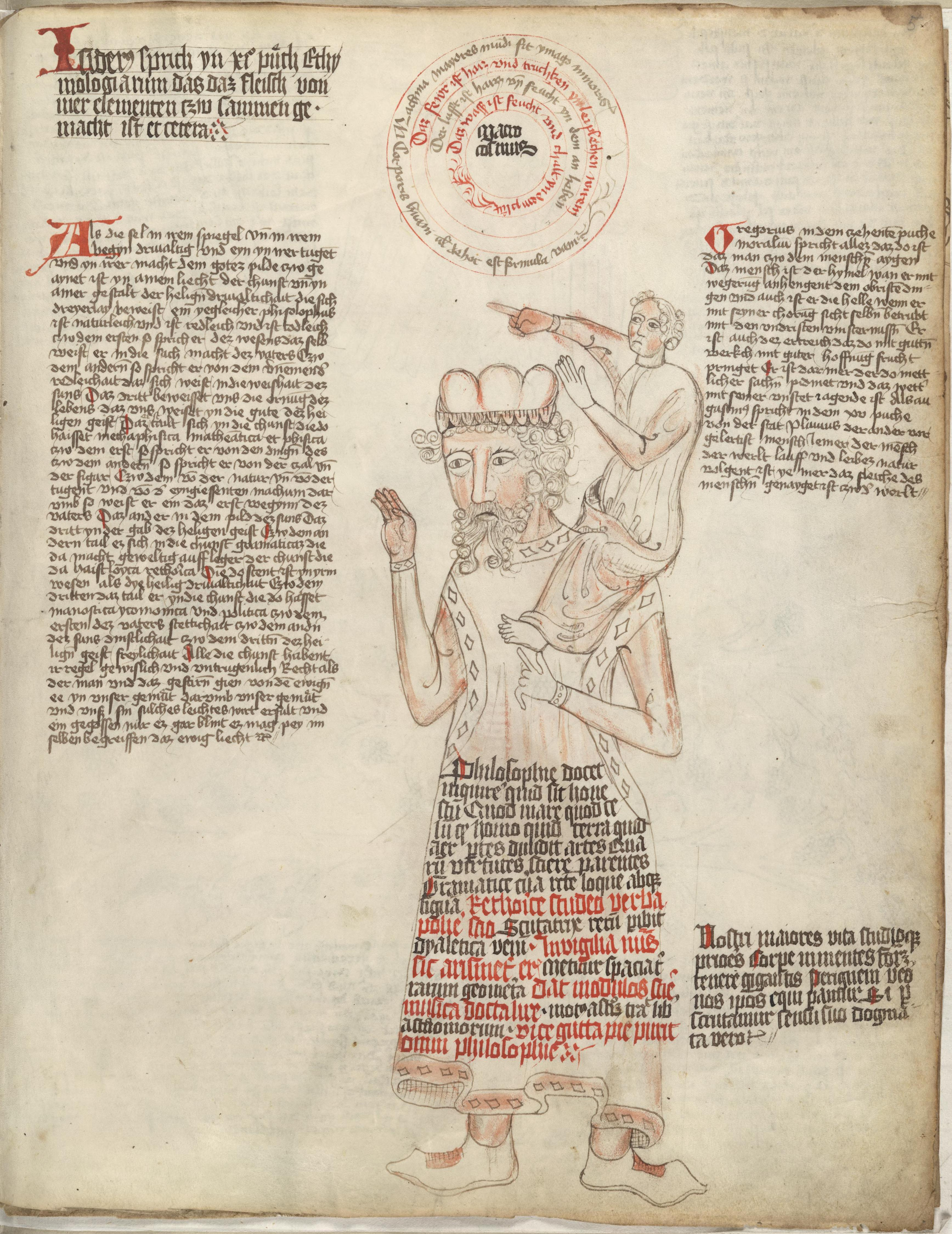
Manuscrit allemand, vers 1410.

Des nains sur des épaules de géants (en latin : Nanos gigantum umeris insidentes) est une métaphore attribuée à Bernard de Chartres, maître du XIIe siècle, utilisée pour montrer l'importance pour toute personne ayant une ambition intellectuelle de s'appuyer sur les travaux des grands penseurs du passé (les « géants »).
Citée par ses élèves Guillaume de Conches, puis Jean de Salisbury, elle est également utilisée au fil des siècles par divers scientifiques, comme Isaac Newton ou Blaise Pascal.

## Sens et attribution: le savoir est cumulatif
La première occurrence de la formule, avant 1123, se trouve dans les Gloses sur Priscien de Guillaume de Conches, pour conforter l'idée que plus les grammairiens sont récents plus ils sont perspicaces (quanto juniores, tanto perspicaciores) : « Unde sumus quasi nanus aliquis humeris gigantis superpositus ».
Au livre III du Metalogicon (1159), Jean de Salisbury fait dire à son maître Bernard de Chartres, :
| « Dicebat Bernardus Carnotensis nos esse quasi nanos, gigantium humeris insidentes, ut possimus plura eis et remotiora videre, non utique proprii visus acumine, aut eminentia corporis, sed quia in altum subvenimur et extollimur magnitudine gigantea. » |  |  | « Bernard de Chartres disait que nous sommes comme des nains assis sur des épaules de géants. Si nous voyons plus de choses et plus lointaines qu’eux, ce n’est pas à cause de la perspicacité de notre vue, ni de notre grandeur, c’est parce que nous sommes élevés par eux. » |

Contrairement à la formule de Guy de Provins (« Les hommes d’autrefois étaient beaux et grands. Ce sont maintenant des enfants et des nains »), la phrase attribuée par Jean de Salisbury à Bernard de Chartres ne dénigre pas ses contemporains. Il s'agit pour lui, comme pour ses élèves de l'École de Chartres , de rendre hommage à ses prédécesseurs en imitant les Anciens, de reconnaître la dimension cumulative du savoir, d'exprimer une foi dans les capacités de perfectionnement humain, et enfin de reconnaître un progrès doctrinal. Les penseurs antiques ne sont pas indépassables, puisque l'on peut se jucher sur leurs épaules, mais c'est grâce à eux que le savoir contemporain progresse.
La notion est aussi citée par Isaiah di Trani, un talmudiste tossafiste italien (c.1180 – c.1250) :

« Qui voit le plus loin, un nain ou un géant ? Sûrement un géant car ses yeux sont situés plus haut qu'un nain. Mais si le nain se place sur les épaules du géant, qui voit le plus loin ?… Ainsi nous aussi sommes des nains sur les épaules de géants. Nous maîtrisons leur sagesse et nous allons au-delà. Grâce à leur sagesse, nous devenons sages et nous devenons capables de dire ce que nous disons, mais pas parce que nous sommes plus grands qu'eux. »